# ツール・ド・フランス1994
| 第81回 ツール・ド・フランス 1994 | 第81回 ツール・ド・フランス 1994           |
| -------------------------------- | ------------------------------------------ |
| 全行程                           | 21区間, 3978 km                            |
| 総合優勝                         | ミゲル・インドゥライン 103時間38分38秒     |
| 2位                              | ピョートル・ウグルモフ +5分39秒            |
| 3位                              | マルコ・パンターニ +7分19秒                |
| 4位                              | リュク・ルブラン +10分03秒                 |
| 5位                              | リシャール・ビランク +10分10秒             |
| ポイント賞                       | ジャモリディネ・アブドヤパロフ 322ポイント |
| 2位                              | シルビオ・マルティネッロ 273ポイント       |
| 3位                              | ヤン・スヴォラダ 230ポイント               |
| 山岳賞                           | リシャール・ビランク 392ポイント           |
| 2位                              | マルコ・パンターニ 243ポイント             |
| 3位                              | ピョートル・ウグルモフ 219ポイント         |

ツール・ド・フランス1994はツール・ド・フランスとしては81回目の大会。1994年7月2日から7月24日まで、プロローグ＋全21ステージで行われた。

## コース
グランデパールはフランス北部のリールであったが、この年に英仏海峡トンネルが開通することを記念し、第4・5ステージはイギリスにてレースが行われた。その後フランス西部を南下しピレネーに到達しようやく休息日。その後もピレネーからアルプスへと転戦し、最終日前々日の個人タイムトライアルを迎える。23日間のうち休息日が1日しかない過酷な設定となった。

## みどころ
ジロ・デ・イタリアでは3位に終わったミゲル・インドゥライン。ここ3年間はアシスト役に徹してくれたペドロ・デルガドが不在（デルガドは当年をもって引退）、同じくアシストのアルマンド・デ・ラス・クエバスも移籍、前年新人王を獲得しアシストとして期待されていたアントニオ・マルティン・ベラスコが事故死、スポンサーのバネスト銀行が破綻（他銀の支援を受けスポンサーは継続）と本人以外の不安材料が山積みとなるが、91年のブエルタ・ア・エスパーニャを制したメルチョル・マウリをアシストとして加え補強。ジャック・アンクティル、エディ・メルクスと並ぶ史上3人目の快挙達成はほぼ間違いところという下馬評。
対するは、昨年の当大会で大活躍し、また、ブエルタ・ア・エスパーニャを3連覇したトニー・ロミンゲル、あるいはクラウディオ・キアプッチだが、何とこの2人は途中でリタイア。
ならばインドゥラインの圧勝かと思いきやそうはならなかった。前年のジロでインドゥラインを追い詰めたピョートル・ウグルモフ、当年のジロでインドゥラインに勝る2位に入ったマルコ・パンターニといった新しい勢力が台頭してきたからだ。

## 今大会の概要
プロローグで異変が。ツール初参戦のクリス・ボードマンが、その初戦で何と、インドゥラインを撃破。ボードマンは第2ステージまでマイヨ・ジョーヌを守った。
翌日の第1ステージ、アルマンティエールのゴールスプリントで惨事が起こった。観客整理のジャンダルムが迫ってくる選手の写真撮影に夢中で回避行動を取らなかったため、先頭争いをしていたベルギーチャンピオンのウィルフリード・ネリッセン（ノベマーユ・レーザー）と激突。ネリッセンは複数箇所骨折に加え頭部を強打して失神状態に陥り、巻き添えを食ったローラン・ジャラベール（オンセ）も顔面骨折、前歯を折るなどの重傷を負ってリタイアした。
第2ステージではベテランスプリンターのジャン＝ポール・ファン・ポッペルがオラフ・ルードヴィッヒを下し久々の勝利を挙げた。
第3ステージのチームタイムトライアルでは前年に続きGB-MGが圧勝。マイヨ・ジョーヌは強豪ヨハン・ムセウの手に移った。この後マイヨ・ジョーヌは第4ステージで区間優勝したフランシスコ・カベッリョを追跡したムセウのアシストであるフラビオ・バンツェッラ、第6ステージで区間優勝したジャンルカ・ボルトラーミの逃げに乗ったモトローラのショーン・イェーツへと移るが、中間スプリントによるボーナスタイムを獲得したムセウの手に戻る。
第9ステージ、ペリグーからベルジュラックまでの個人タイムトライアルでは40度近い高温に多くの選手が苦しむ中、暑さを好むインドゥラインがただ一人平均時速50kmを越える絶好調の走りで他を圧倒。最大のライバルであるロミンゲルに2分、前年のグランプリ・デ・ナシオンを制すなどタイムトライアルに強いデラスクエバスには4分の大差をつけてここでマイヨ・ジョーヌを奪い、結果としてパリまで着続けることとなった。プロローグで話題を一心に振りまいたボードマンもここではインドゥラインに5分27秒も差をつけられた。
第11ステージからはピレネーステージ。その第11ステージはインドゥラインが区間優勝のリュク・ルブランを単独で追走。時にカウンターアタックを仕掛けるなどこれまでにない攻撃的な走りを見せ周囲を驚かせた。ここまでは昨年とほぼ同様の展開だが、有力ライバルの一人と目されていたキアプッチに異変が発生した。ウイルス性の消化器疾患を起こしたキアプッチは嘔吐を繰り返しながらレースを続けるも集団から脱落。タイムアウト寸前の最下位となり完走すら危うい状況となった。
第12ステージは4つの峠を超える難関のステージであったが、リシャール・ヴィランクが2つ目のアスパン峠で早くも先頭に立つと、そのまま押し切って区間優勝し、山岳賞ジャージを奪取。区間2位争いもパンターニが4分34秒差で続く。インドゥラインは最後の峠の登りに入ると猛然と先頭を引き始め、ゴールまでついて来られたのはツェーレ、プルニコフなど数名であった。結果ヴィランクに遅れること7分42秒。総合2位のロミンゲルの第11ステージに続く不調に助けられ、ロミンゲルにここで7分56秒差をつけることになるが、ヴィランクもまた総合2位へと浮上してきた。ちなみにキアプッチはこのステージに出走せず、さらに第13ステージではロミンゲルもリタイアした。この二人以外にも前半の猛暑で多量の水分摂取を強いられたため胃腸障害に陥る選手が続発した。
第14ステージからはアルプスステージ。第20ステージまで続く。インドゥラインはここに入ってもヴィランク、ルブランといった選手をマークし、7分以上つけている総合2位とのタイム差を縮めさせないが、ジワリとパンターニ、ウグルモフといった選手たちが順位を上げてきた。
かつて世界チャンピオンのトム・シンプソンを死に追いやった魔の山モン・ヴァントゥを擁する第15ステージでは、前日深夜にサッカーワールドカップの決勝戦を観戦した為多くの選手が夜更かしをし低速走行となった。この間隙を突いてチポリーニのアシスト役であるエロス・ポーリが序盤に飛び出し大差をつけ、転倒寸前の低速に陥りながらモン・ヴァントゥを越えてしまい逃げ切り勝ちを果たした。後続の集団からは数人が飛び出し
、翌日も見せ場を作るアルベルト・エッリ、ロベルト・コンティが上位に食い込んだ。
最高の舞台であるラルプ・デュエズをゴールとする第16ステージでは登りに強い十数名のクライマーやパンチャーの逃げ集団が形成された。この逃げに加わったロベルト・コンティは最後の登りで単独アタックを成功させて圧勝、アルベルト・エッリも前日に続いて好成績を収め大きく順位を上げた。一方、パンターニが後方の有力選手の集団を飛び出し凄まじい追撃を見せ大きくタイムを縮めた。
今大会最大標高のバルトランをゴールとする第17ステージでは後半戦に勝負を賭けたピョートル・ウグルモフがアタックを開始。上位陣に一気に詰め寄るが、区間優勝はウグルモフをマークしながら最後まで一度も先頭を引かず力を温存したプロ未勝利のネルソン・ロドリゲスが攫っていった。パンターニは途中落車により膝を強打するものの、終盤起死回生のアタックを成功させ区間・総合とも3位に躍り出た。山岳に弱い選手はマイヨ・ベールのアブドヤパロフも含め実に68人がタイムオーバーによる失格対象となるが、前半の猛暑で痛めつけられ既に多くの選手がリタイアしていたため特例措置により救済された。一方、第9ステージのタイムトライアルの貯金で上位につけていたデラスクエバスはこの日大きく順位を落とし、気管支炎を患ったこともあり、翌日出走せず去っていった。
第18ステージ。ウグルモフが会心のレースを見せて圧勝。インドゥラインは区間2位だったが、ウグルモフに2分39秒の差をつけられた。ヴィランクはインドゥラインについていくのがやっと。ロミンゲルの山岳アシストであるエスカルティンはエースのリタイア後も一人気を吐きここで12位まで順位を上げた。
ウグルモフは続く第19ステージの個人タイムトライアルでも圧勝。パンターニが1分38秒差の区間2位だったが、インドゥラインは雨で濡れた路面でリスクを負うことを嫌い安全策に徹したことでウグルモフに遅れること3分20秒差と完敗。コースアウトなどの失策もあり区間トップに6分4秒差をつけられたヴィランクはここで5位まで後退した。ウグルモフが5分39秒差の総合2位、パンターニが7分19秒差の同3位に浮上してきた。
しかし、あとの2ステージはインドゥラインが守りきって史上3人目のツール4連覇達成。しかし、ウグルモフ、パンターニもあと数ステージあればもっとインドゥラインを追い詰められていたかもしれなかった。インドゥラインがまたまた快挙をなした一方で、徐々にではあるがインドゥラインを追う選手も着々と育ってきていることを印象づけた大会だった。

## その他
- グレッグ・レモンにとって最後のツールとなった。しかし第6ステージにて棄権した。また、当年をもって現役引退となった。

- ボードマンは世界自転車選手権、個人タイムトライアル種目の初代王者に輝いた。

## 総合成績
| 順位 | 選手名                       | 国籍       | チーム        | 時間        |
| ---- | ---------------------------- | ---------- | ------------- | ----------- |
| 1    | ミゲル・インドゥライン       | スペイン   | Team Banesto  | 103h 38'38" |
| 2    | ピョートル・ウグルモフ       | ラトビア   | Gewiss-Ballan | 5' 39"      |
| 3    | マルコ・パンターニ           | イタリア   | CarerraJeans  | 7' 19"      |
| 4    | リュク・ルブラン             | フランス   | Festina-Lotus | 10' 03"     |
| 5    | リシャール・ビランク         | フランス   | Festina-Lotus | 10' 10"     |
| 6    | ロベルト・コンティ           | イタリア   | Lampre        | 12' 29"     |
| 7    | アルベルト・エリー           | イタリア   | GB-MG         | 20' 17"     |
| 8    | アレックス・ツェーレ         | スイス     | ONCE          | 20' 35"     |
| 9    | ウド・ボルツ                 | ドイツ     | Team Telecom  | 25' 19"     |
| 10   | ヴラヂミール・ポルニコフ     | ウクライナ | CarerraJeans  | 25' 28"     |
| 11   | パスカル・リノ               | フランス   | Festina-Lotus | 26' 01"     |
| 12   | フェルナンド・エスカルティン | スペイン   | Mapei-Clas    | 30' 38"     |
| 13   | ジャンルカ・ボルトラミ       | イタリア   | Mapei-Clas    | 32' 35"     |
| 14   | ビャルヌ・リース             | デンマーク | Gewiss-Ballan | 33' 32"     |
| 15   | オスカル・ペリッキオーリ     | イタリア   | Team Polti    | 34' 55"     |
| 16   | ネルソン・ロドリゲス         | コロンビア | ZG-Mobili     | 35' 18"     |
| 17   | ジャンフランソワ・ベルナール | フランス   | Banesto       | 36' 44"     |
| 18   | エルマン・ブエナオーラ       | コロンビア | Kelme-Avianca | 38' 00"     |
| 19   | ロルフ・ソレンセン           | デンマーク | GB-MG         | 42' 39"     |
| 20   | ボー・ハンブルガー           | デンマーク | TVM-Vison     | 43' 44"     |